# 浩州 (山西)
浩州，中国唐朝时设置的州。
唐高祖武德元年（618年），以西河郡改置浩州，治所在隰城县（今山西省汾阳市），下辖隰城县、永安县（今山西省孝义市）。辖境相当今山西省灵石县、介休市、平遥县、孝义市及汾阳市等。武德三年（620年）改为汾州。
唐朝浩州刺史
- 刘瞻（618年—619年）
- 李仲文（619年）
- 萧顗（619年—622年）